# Kurt Masur

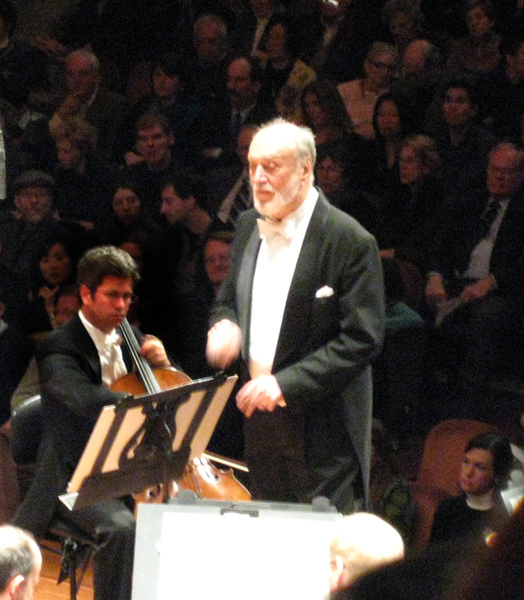
Masur dirigerar San Francisco Symphony i Mendelssohns Symfoni nr 3 i a-moll ("Den skotska"), 13 januari 2007.

Kurt Masur, född 18 juli 1927 i Brieg, Schlesien, död 19 december 2015 i Greenwich, Connecticut, var en tysk dirigent, företrädesvis känd för sina tolkningar av tysk musik från romantiken.
Masur studerade piano, komposition och dirigering i Leipzig. Han dirigerade Dresdner Philharmonie under tre år fram till 1955–1958 och 1967–1972. Han arbetade också med Komische Oper Berlin. 1970 blev han kapellmästare för Gewandhausorkester Leipzig, en befattning han innehade till 1996 då han utnämndes till hedersdirigent.
1991 efterträdde han Zubin Mehta som ledare för New York Philharmonic och kvarstod i befattningen till 2002. Mellan 2000 och 2007 var han chefsdirigent för London Philharmonic Orchestra, samtidigt som han var ledare för Orchestre National de France 2002–2008. På sin 80-årsdag, den 18 juli 2007, dirigerade han musiker från båda orkestrarna vid en Proms-konsert i London.
Under många år var Masur lojal mot regimen i DDR. 1982 mottog han Nationalpreis der DDR. Hans inställning till regimen förändrades 1989 efter arresteringen av en gatumusikant i Leipzig. Han ingrep vid en demonstration den 9 oktober 1989 i Leipzig och förhandlade fram ett slut på konfrontationerna som annars skulle kunnat innebära att säkerhetsstyrkorna attackerade demonstranter på samma sätt som skedde i april och juni på Himmelska fridens torg.
Hans elever inkluderar Kahchun Wong, Matthias Manasi
 och Adrian Prabava.

## Utmärkelser
- Arbetets baner,  1971
- Johannes R. Becher-medaljen,  1975
- Folkvänskapens stjärna,  1980
- Zwickaus Robert Schumann-pris,  1981[15]
- DDR:s nationalpris,  1982
- Hedersdoktor vid Leipzigs universitet,  1984
- Hedersmedborgare i Leipzig,  27 december 1989[16]
- Riddare av Hederslegionen
- Hanns Martin Schleyer-Preis,  1991
- Osgar,  1998
- Kommendörskors av Republiken Polens förtjänstorden,  15 oktober 1998[17]
- Förbundsrepubliken Tysklands förtjänstorden – stora kommendörskorset med stjärna och axelrem,  2007
- Internationaler Mendelssohn-Preis zu Leipzig,  2007[18]
- Urania-Medaille,  2010
- Leo-Baeck-Medaille,  2010
- Deutscher Staatsbürgerpreis,  2011
- Kulturpreis der deutschen Freimaurer,  2012[19]
- Steiger Award

[Redigera Wikidata]